# Bibliotheca Corviniana
Pour les articles homonymes, voir Corvin.

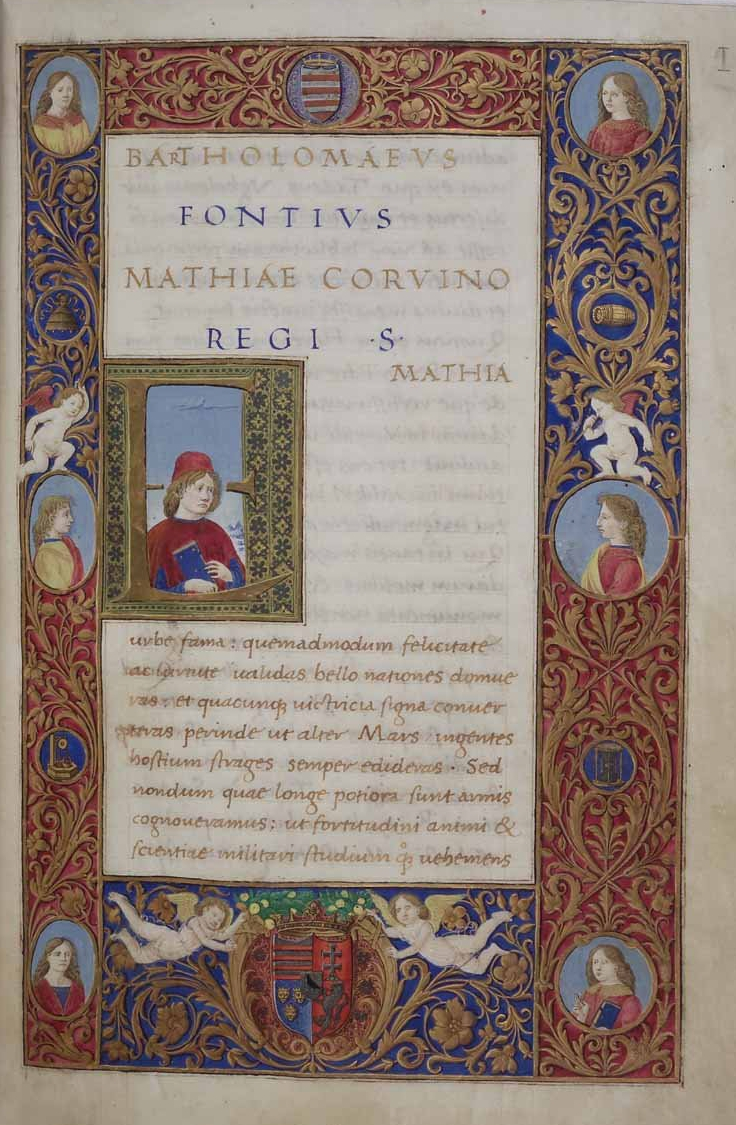
Frontispice du codex Guelf. 43 August. n°2 (Bibliothèque de Wolfenbüttel).

La Bibliotheca Corviniana (nom inventé au XIXe siècle) fut une des plus importantes bibliothèques de la Renaissance, fondée par Matthias Corvin, roi de Hongrie de 1458 à 1490.

## Présentation
Avant le règne de Matthias Corvin, l'humanisme fut introduit en Hongrie par le précepteur et tuteur de celui-ci, l'évêque Jean Vitéz, qui fonda dans ses sièges épiscopaux successifs (Nagyvárad à partir de 1445, puis Esztergom en 1465) une académie et une bibliothèque dont hérita le jeune roi en 1472.
Le roi enrichit lui-même considérablement la collection, surtout à partir de 1476, quand fut placé à la tête de la bibliothèque l'Italien Taddeo Ugoleto, et particulièrement entre 1485 et 1490, quand le roi Matthias se fut emparé de Vienne. À sa mort en 1490, la bibliothèque comprenait plus de 2 000 codex - appelés corvina - contenant 4 000 à 5 000 œuvres, dont beaucoup de classiques grecs et latins (et aussi Dante ou Pétrarque, et des recueils de textes religieux), généralement importés d'Italie.
La Bibliotheca Corviniana était ainsi devenue la seconde bibliothèque d'Europe après la Vaticane. Elle suscitait l'admiration des contemporains et provoqué l'émulation de plusieurs autres princes, dont Laurent le Magnifique.
Elle était constituée essentiellement de livres manuscrits de luxe (certains anciens, mais une très grande partie réalisés à l'époque pour le roi) Matthias n'a commandé lui-même qu'un seul livre imprimé pour sa bibliothèque : un Aristote latin imprimé à Venise en 1483-1484 (imprimé sur parchemin et ensuite enluminé). Il y avait même dans la bibliothèque des manuscrits copiés à partir d'imprimés. Tous les manuscrits latins étaient sur parchemin. Les enluminures étaient souvent réalisées par des miniaturistes italiens réputés, comme Attavante degli Attavanti, Gherardo di Giovanni del Fora, Giovanni Boccardi ou Francesco d'Antonio del Chierico (mais il y avait aussi un atelier d'enluminures à Buda).
Entre 1488 et 1490, sur la commande du bibliothécaire Taddeo Ugoleto, le poète italien Naldo Naldi composa une lettre et un poème latin en quatre livres célébrant la bibliothèque : l'Epistola de laudibus Augustæ Bibliothecæ atque libri quattuor versibus scripti eodem argumento ad serenissimum Matthiam Corvinum Pannoniæ regem. 
Cette bibliothèque, qui était le fruit une passion personnelle de Matthias Corvin, vit ses volumes commencer à être dispersés peu après sa mort en 1490. Après la prise de Buda par les Ottomans (1526), ce qui restait fut transféré à Constantinople. Actuellement, le nombre des corvina « authentiques » connus est estimé à 216 (dont 165 acquis par Matthias Corvin lui-même), conservés dans des bibliothèques hongroises (52, dont 37 dans la Bibliothèque nationale Széchényi) et étrangères.
La Bibliothèque nationale Széchényi travaille à étudier et reconstituer numériquement la Biblioteca Corviniana.